# Överaktiv blåsa
Överaktiv blåsa (OAB) är ett tillstånd som kan orsakas av störningar i de nervsignaler som skickas mellan urinblåsan och hjärnan. Resultatet blir att blåsan inte slappnar av utan drar ihop sig oftare än vad som behövs. Den överaktiva blåsan leder till att den drabbade måste uppsöka toaletten ofta.
Hos såväl män som kvinnor är OAB ett väldigt vanligt tillstånd. Symptom på att man lider av detta besvär är att man har en tät urineringsfrekvens, ett ofta återkommande behov av att urinera samt att det ibland läcker lite urin. Om tillståndet orsakas av exempelvis prostataförstoring eller livmoderframfall kan det vara aktuellt med operation, men i de flesta fall räcker det att träna urinblåsan att hålla en större volym urin innan man känner ett behov av att urinera. I vissa fall kan också läkemedel som gör den drabbade mindre kissnödig ordineras.

## Referenslista
1. ↑  ”Överaktiv blåsa (OAB) - ett vanligt problem”. Arkiverad från originalet den 25 januari 2017. https://web.archive.org/web/20170125192931/http://xn--blsan-nra.se/besvar/overaktiv-blasa. Läst 19 mars 2017.
2. ↑  1177.se. ”Överaktiv blåsa”. www.1177.se. https://www.1177.se/Fakta-och-rad/Sjukdomar/Overaktiv-blasa/. Läst 19 mars 2017.